# Calliphona gomerensis
Calliphona gomerensis är en insektsart som beskrevs av Pfau, H.K. och B. Pfau 2007. Calliphona gomerensis ingår i släktet Calliphona och familjen vårtbitare. IUCN kategoriserar arten globalt som starkt hotad. Inga underarter finns listade i Catalogue of Life.